# ГЕС Liǔhóng
ГЕС Liǔhóng (柳洪水电站) — гідроелектростанція у центральній частині Китаю в провінції Сичуань. Знаходячись перед ГЕС Píngtóu, входить до складу каскаду на річці Měigū, лівій притоці Дзинші (верхня течія Янцзи).
У межах проєкту долину річки перекрили бетонною греблею висотою 27 метрів та довжиною 73 метри. Вона утримує невелике водосховище з об'ємом 650 тис. м3 (корисний об'єм 514 тис. м3), у якому припустиме коливання рівня поверхні в операційному режимі між позначками 1296 та 1305 метрів НРМ.
Зі сховища через лівобережний гірський масив прокладено дериваційний тунель довжиною 10,2 км, який переходить у напірний водовід довжиною 0,9 км з діаметром 3,8 метра. У системі також працює підземний вирівнювальний резервуар із двох камер, з'єднаних шахтою висотою 68 метрів з діаметром 6 метрів.
Основне обладнання станції становлять три турбіни типу Френсіс потужністю по 60 МВт, які використовують напір від 352 до 390 метрів (номінальний напір 358 метрів) та забезпечують виробництво 911 млн кВт·год електроенергії на рік.
Видача продукції відбувається по ЛЕП, розрахованій на роботу під напругою 220 кВ.